# ゆく時代くる時代〜平成最後の日スペシャル〜
『ゆく時代くる時代〜平成最後の日スペシャル〜』（ゆくじだいくるじだい へいせいさいごのひスペシャル）は、2019年4月30日 - 5月1日にNHK総合テレビで放送された大型特別番組。

## 概要
第125代天皇（現：上皇）の譲位により、平成31年4月30日が「平成最後の日」となった。天皇の崩御によるものではない改元は約200年ぶりとなり、2019年に生存している人間では誰も経験したことがない特別な日となる。この番組は、平成を年代ごとに振り返り、社会や暮らしの変化をかみしめ、平成を象徴する全国各地から中継し、平成最後の日を過ごす人々の姿を映し出す生放送の特別番組である。
番組タイトルは、NHKが大晦日から元日にかけて放送している「ゆく年くる年」が由来だが、年越しと違い除夜の鐘は鳴らないため「ゆく年くる年」のような厳かな雰囲気ではなく、よりバラエティ色あふれる演出になった。
この日は皇居などで退位に関連する儀式や手続きが進められており、随時、番組を中断し関連するニュースを伝えた。

## 総合司会
- 爆笑問題（太田光・田中裕二）
- 指原莉乃
- 大越健介（協会本部・報道局記者主幹）

## 内容・出演

### 第1部
平成元年から平成31年までの主な出来事をピックアップして振り返る。数年毎に区切り、その時期を象徴する出来事に関連するゲストが登場し“今だから話せる平成の真相”を語った。
あるひとつの「モノ」を通して平成を振り返るコーナー「モノすごい平成」では、所謂“一発屋”と称される芸人がナビゲーターに起用された。
連続テレビ小説『なつぞら』から接続した第1部の冒頭では、爆笑問題・近江友里恵により朝ドラ受けが行われ、その直後太田光が「博多大吉（博多華丸・大吉）です。赤江さん観てるー?芝生に来い」と発言した。
また、NHK大阪で開催中のイベント「平成ネット史（仮）展＠大阪」会場から「懐かしの平成ガジェット鑑定ショー」が生中継された。
出演者
- 司会：爆笑問題、指原莉乃
- 解説：大越健介
- 進行：近江友里恵、高山哲哉（両者とも協会本部メディア総局アナウンス室）
- ゲスト：DAIGO（平成の墨書・消費税）、武田修宏（Jリーグ開幕）、原田雅彦（長野五輪）、あぢゃ（ヤマンバ）、真山仁（企業買収）、関則夫（阪神・淡路大震災／発生時に神戸局宿直担当、現中国総局長）
- 中継レポーター
  - 移動班：松田利仁亜、まんじゅう大帝国
  - TwitterJapan：大橋拓
  - 皇居前：森田洋平
- VTR「モノすごい平成」ナビゲーター：ダンディ坂野（スーツ）、小島よしお（消防車）、テツandトモ（切符）、キンタロー。（ドライヤー）、スギちゃん（牛丼）、波田陽区（メガネ）
- ナレーション
  - 平成まるごと大年表：石澤典夫、ゆきぽよ
  - モノすごい平成：松尾剛
- 懐かしの平成ガジェット鑑定ショー（NHK大阪からの生中継）
  - 司会：ヒャダイン、牛田茉友（大阪局）
  - 鑑定人：関根勤、眞鍋かをり、IMALU、遠藤諭（パソコン雑誌 元編集長）
  - 会場リポート：タージン
  - 天の声：緒方恵美

### 第2部
「きょうの料理は見た!味の30年史」と題し、この年に放送開始62年を迎えるNHKの長寿料理番組『きょうの料理』の歴史を軸に、平成における食生活・食文化の変遷を振り返り“平成の食を総ざらい”する企画。
司会には、料理に造詣が深く同局が手がける食の情報番組『うまいッ!』を担当する天野ひろゆきが起用された。歴代講師を代表し高城順子、グッチ裕三、きじまりゅうたが登場。高城は“令和にブレイクする!?新食材”として紹介したスイスチャードを使った料理を披露。グッチは、豚肉とパクチーを使ったオリジナル時短料理を作った。SNS世代を代表する料理家として登場したきじまは、祖母の代から伝わるレシピで作った梅干しを紹介した。
また『きょうの料理』とは対極のコンセプトでフジテレビが制作・放送した、平成を代表する料理バラエティ番組『料理の鉄人』とのコラボレーションが実現。鉄人3人がスタジオに登場し、名物企画である“20分で晩ごはん”に生放送で挑戦した。同コーナーでは、実際に当該番組で実況を務めていた福井謙二を起用（福井のNHK出演は初めて）、11回のゲスト審査員経験がある高橋英樹が解説を務め、本家の雰囲気を再現した。ただし、鹿賀丈史が行っていた口上と「アレ・キュイジーヌ!」の掛け声は天野ひろゆきが務め、冷蔵庫前レポートは後藤繁榮が担当した。“平成食材”をテーマ食材に、20分という制限の中で繰り広げられる激闘にスタジオ内は混沌とし、高城順子・グッチ裕三とともにギャラリーとして観戦していたきじまりゅうたが陳建一に呼び出され急遽参戦し一品作ったり、ゲストとして出演していた土井善晴も「何かしないとアカン」と途中参戦し「塩むすび」を披露、陳建一から「一番美味いヤツ!ルール違反!」とツッコまれる一幕もあった。
番組の締めくくりは、とある一般家庭で四世代に渡り受け継がれる「鉄火味噌」を紹介、様々な人たちの“あしたの料理”に込める思いが綴られた後「あなたは、明日なにを食べますか?」とのメッセージが送られた。
出演者
- 司会：天野ひろゆき（『うまいッ!』司会）
- 進行：後藤繁榮（『きょうの料理』司会／NHK放送研修センター・日本語センター職員）、廣瀬智美（協会本部メディア総局アナウンス室、2019年4月から『きょうの料理』に加入）
- ゲスト：土井善晴、高橋英樹、高橋真麻、ギャル曽根
- 講師：高城順子、グッチ裕三、きじまりゅうた
- 鉄人：道場六三郎、坂井宏行、陳建一 ※3人は『きょうの料理』にも講師として出演経験がある
- 実況：福井謙二（元民放アナウンサー／『料理の鉄人』で実況を担当。ゲストで出演した高橋真麻のかつての上司でもある）
- リポーター：サンシャイン池崎（“平成にブームになり最近見なくなった食材”の今を取材）
- ナレーション：杉本るみ

紹介されたメニュー
- 高城順子 「カラフルおかずサラダ」
- グッチ裕三「豚パクぽん」
- 道場六三郎「海鮮パスタのじいさん焼き」「タピオカえび饅頭」
- 坂井宏行「さば味噌サラダ セルクル仕立て」「いちごとバナナのココナツオイルソテー」
- 陳建一「俺ん家のマーボー豆腐」「野菜たっぷり中華風日本そば」
- きじまりゅうた「梅干しとアボカドのディップ」
- 土井善晴「しらすの焼き飯」「塩むすび」[11]

### 第3部
視聴者アンケート結果を基に平成に起きた出来事をまとめたランキング「1万人の記憶に残る平成」や、この日のTwitter投稿から世相を分析する「平成最後のトレンドワード」を通じ“平成”を総括し“令和”を予測した。また、視聴者から寄せられたメッセージや投稿動画を紹介しながら、平成最後の日を振り返った。
そして、平成から令和への年越しならぬ“時代越し”を迎えた日本各地の表情を生中継で結び、番組全体のフィナーレを飾った。
出演者
- 司会：爆笑問題、指原莉乃、大越健介
- 進行：井上あさひ
- 中継（カッコ書き無き者は協会本部メディア総局アナウンス室所属）
  - 東京 渋谷区：芳川隆一
  - 岐阜 郡上おどり：岡崎太希（岐阜局）
  - 大阪 ジュリアナ東京：川﨑理加（大阪局）
  - 長野 軽井沢プリンスホテル：田村直之
  - 熊本 福田病院：畠山衣美（熊本局）
  - 福島 Jヴィレッジ：山田賢治（福島局）
  - TwitterJapan：瀬田宙大（札幌局）
- アシスタント：まんじゅう大帝国（トレンドワードコーナーの進行と投稿動画の紹介を担当）
- トレンドワード解説キャラ「令 和彦」：山下和彦（NHKソーシャルリスニングチームデスク・「ニュースシブ5時」金曜日レギュラー）
- ナレーション：柴田祐規子（協会本部メディア総局アナウンス室シニアアナウンサー）

「1万人の記憶に残る平成」ランキング結果
- 1位 … 東日本大震災（東北地方太平洋沖地震及び東京電力・福島第一原子力発電所事故）
- 2位 … 阪神・淡路大震災（兵庫県南部地震）
- 3位 … 9.11（アメリカ同時多発テロ事件）
- 4位 … バブル崩壊
- 5位 … オウム真理教
- 6位 … 消費税
- 7位 … 皇太子さま 雅子さま ご成婚
- 8位 … インターネット
- 9位 … iPS細胞
- 10位 … お・も・て・な・し
- 11位 … きんさんぎんさん
- 12位 … たまごっちブーム
- 13位 … 湾岸戦争
- 14位 … JR福知山線脱線事故
- 15位 … 平成28年（2016年）熊本地震
- 16位 … イチロー
- 17位 … 北朝鮮拉致被害者帰国
- 18位 … 神戸連続児童殺傷事件
- 19位 … 西日本豪雨（平成30年7月豪雨）
- 20位 … 世界に一つだけの花